# Хунедоара Тимишана (Арад)
Хунедоара Тимишана (рум. Hunedoara Timișană) насеље је у Румунији у округу Арад у општини Шагу. Oпштина се налази на надморској висини од 156 m.

## Становништво
Према подацима из 2002. године у насељу је живело 226 становника, од којих су сви румунске националности.